# Lamashtu
 (mai 2017).

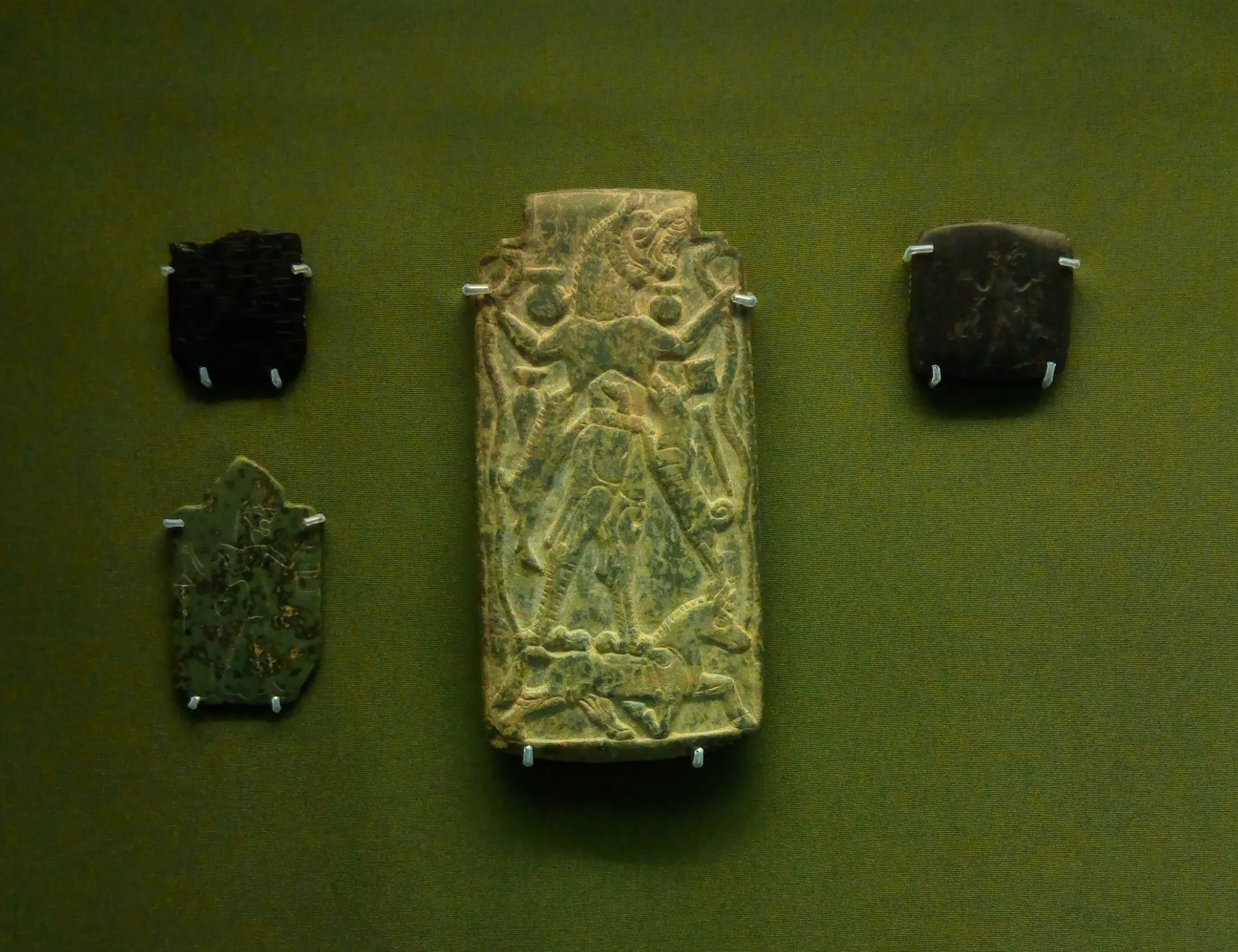
Amulettes protectrices contre Lamashtu, suspendues dans les chambres à coucher. British Museum.

Lamashtu ou Labartu (Akkadien), ou encore Dimme (sumérien), fille du dieu An, est une démone, divinité secondaire de la mythologie mésopotamienne. Elle provoque les fausses couches chez les femmes enceintes et enlève les nourrissons pendant l'allaitement, ainsi que les jeunes enfants. Elle boit le sang des hommes et consomme leur chair. Elle provoque des cauchemars, empoisonne les eaux et apporte la maladie. Au milieu de la période babylonienne, au VIe siècle av. J.-C., Lamashtu est assimilée à Lilith, une autre démone avec laquelle elle partage de nombreux points communs.
Sa description nous est parvenue par l'intermédiaire d'amulettes, de plaques de bronze ou de pierre. Elle y est représentée, juchée sur un âne, avec une tête de lionne, des serres en guise de pieds, un serpent (parfois à deux têtes) dans chaque main, allaitant un cochon à son sein droit et un chien à son sein gauche.
De nombreuses incantations et prières servant à la chasser ou à attirer ses faveurs lui étaient consacrées.
« Grande est la fille du très-haut qui torture les bébés

Sa main est un filet, son étreinte est la mort

Elle est cruelle, furieuse, colérique, prédatrice

Une coureuse, une voleuse est la fille du très-haut

Elle touche le ventre des femmes qui accouchent

Elle arrache leur bébé aux femmes enceintes

La fille du très-haut fait partie des dieux, ses frères

Sans enfant à elle

Sa tête est la tête d'un lion

Son corps est le corps d'un âne

Elle rugit comme un lion

Elle hurle sans cesse comme une chienne démoniaque »
[réf. à confirmer]
On utilisait, pour la tenir éloignée des malades, des femmes enceintes et de leur nourrisson, des représentations du démon Pazuzu, son mari, sous forme d'amulettes, de plaques de bronze ou de statuettes.